# کروکودیل داندی ۲
کروکودیل داندی ۲ (به انگلیسی: Crocodile Dundee II) فیلمی محصول سال ۱۹۸۸ و به کارگردانی جان کرنل است. در این فیلم بازیگرانی همچون پل هوگان، لیندا کازلاوسکی، جان میلون، چارلز اس. داتون، کنت ولش، استیون روت، دنیس بوتسکاریس، سوزی اسمن، کالین کوئین، لوئیس گازمن، تاتیانا علی ایفای نقش کرده‌اند.
این فیلم دنباله فیلم‌های داندی کروکودیل می‌باشد و قسمت سوم آن داندی کروکودیل در لس آنجلس است.

## داستان
دو سال پس از رخدادهای فیلم اول، میک دانـدی و سوزان «سو» چارلتون زندگی شادی را با هم در نیویورک سپری می‌کنند. اگرچه ناآشنایی میک با زندگی شهری گاهی دردسرساز می‌شود—برای نمونه، تلاش او برای ماهیگیری با انفجار در آب‌های منهتن—اما نوشته‌های سو او را به چهره‌ای محبوب در میان مردم تبدیل کرده است. میک برای فردی به نام لروی براون کار می‌کند، فروشنده‌ای آرام و خجالتی در زمینه لوازم‌التحریر که سعی دارد خود را مانند یک «قلدر خیابانی» نشان دهد.
در همین حال، باب، همسر سابق سو، که برای سازمان مبارزه با مواد مخدر آمریکا در کلمبیا کار می‌کند، از صحنه قتل فردی ناشناس به‌دست رهبر یک کارتل مواد مخدر عکس می‌گیرد. یکی از نگهبانان کارتل او را می‌بیند. باب پیش از آنکه کشته شود، عکس‌ها را برای سو می‌فرستد. رهبر کارتل کلمبیایی، لوییس ریکو، به‌همراه برادر و معاونش میگل، به نیویورک می‌آیند تا عکس‌ها را بازیابی کنند.
گانگسترها سو را گروگان می‌گیرند و این باعث می‌شود میک از لروی کمک بخواهد. لروی با یک باند خیابانی تماس می‌گیرد و میک از آن‌ها می‌خواهد در اطراف عمارت گانگسترها سر و صدا ایجاد کنند تا نگهبانان از محل دور شوند. این نقشه موفق می‌شود و میک سو را نجات می‌دهد. ریکو برای پرهیز از بازداشت مخفی می‌شود و پس از ناکامی مأمورانش در قتل سو، میک تصمیم می‌گیرد برای محافظت از خود و سو، آن‌ها را به استرالیا ببرد. در واک‌اباوت کریک، میک با استقبال پرشور دوستانش روبه‌رو می‌شود. پس از تهیه آذوقه، او و سو به زمینی شخصی به نام «بلونگا میک» پناه می‌برند. سو درمی‌یابد که میک صاحب قانونی قطعه زمین بزرگی است که شامل یک معدن طلا نیز می‌شود.
ریکو و افرادش رد آن‌ها را تا استرالیا می‌گیرند و تعدادی افراد محلی را استخدام می‌کنند، اما ردیاب بومی آن‌ها به‌محض آنکه می‌فهمد هدفشان میک است، آن‌ها را ترک می‌کند. گانگسترها دوست میک، والتر، را گروگان می‌گیرند، اما میک با شلیک گلوله‌ای نزدیک سر والتر، او را نجات می‌دهد.
والتر گانگسترها را قانع می‌کند که میک قصد کشتن او را نداشته و خودش بهترین فرد برای ردیابی است، پس او را به‌عنوان ردیاب جایگزین با خود می‌برند. والتر آن‌ها را به مسیری اشتباه در دل صحرای استرالیا هدایت می‌کند و در همین حین، میک با کمک دوستان بومی‌اش که با بول‌روئر احضارشان کرده، یکی‌یکی اعضای گروه را از پا درمی‌آورد و باقی را وحشت‌زده می‌کند. سپس میک، والتر را از دست ریکو و میگل بازمی‌گیرد و میگل را تنها برای رویارویی با خود رها می‌کند.
ریکو برای به دام انداختن میک، در منطقه آتش‌سوزی به راه می‌اندازد، اما میک دوباره کنترل اوضاع را به دست می‌گیرد، ریکو را دستگیر کرده و با او لباس عوض می‌کند تا میگل را در موقعیتی آسیب‌پذیر قرار دهد. سو، والتر و میگل از دور به سمت آن دو شلیک می‌کنند، در حالی‌که نمی‌دانند کدام‌یک واقعی است. والتر و میگل به‌ترتیب میک و ریکو را هدف قرار می‌دهند و ریکو از صخره‌ای به پایین سقوط کرده و کشته می‌شود. سو نیز میگل را می‌کشد و سپس یکی از بومی‌ها حقیقت تعویض لباس‌ها را برایشان فاش می‌کند. سو با خوشحالی درمی‌یابد که تیر والتر فقط میک را زخمی کرده است و آن دو همدیگر را در آغوش می‌گیرند. میک از او می‌پرسد آیا آمادهٔ بازگشت به خانه است، و سو با شادی پاسخ می‌دهد: «من همین‌جا خانه‌ام.»